# 竹内和世
竹内 和世（たけうち かずよ、1941年 - ）は、日本の翻訳家。

## 人物・来歴
神奈川県生まれ。東京外国語大学スペイン科卒業。ラテンアメリカ協会研究部を経て、翻訳家となる。 

## 著書
- 『リタイア犬グレイシャス 盲導犬のお母さんがふつうの犬になるまで』（北辰メディア） 2005

## 翻訳
- 『スパイ 第2次大戦の影の主役たち』（ロバート・ホールデン、白揚社） 1983
- 『ドッグ・ウォッチング イヌ好きのための動物行動学』（デズモンド・モリス、平凡社） 1987
- 『総統暗殺』（フレッド・テイラー、光文社文庫） 1989
- 『ビーグル号の3人 艦長とダーウィンと地の果ての少年』（リチャード・L・マークス、白揚社） 1992。ビーグル号航海記
- 『ミッキーマウス画集』（クレイグ・ヨー/ジャネット・モラ=ヨー編、凱風舎共訳、講談社） 1992
- 『盲導犬ダイナ』（トム・サリヴァン/ベティ・ホワイト、平凡社） 1993
- 『森からの使者』（ジョン・マクフィー、東京書籍、シリーズ・ナチュラリストの本棚） 1993
- 『ゴースト・レイクの秘密』（ケイト・ウィルヘルム、福武書店） 1994
- 『踏みにじられた魂 私は多重人格だった…』（ジョーン・フランシス・ケイシー、白揚社） 1994
- 『図説 航海と探検の世界史』（マリアノ・クエスタ=ドミンゴ、増田義郎共訳、原書房） 1995
- 『ぼくの動物訪問記 みんなで地球に住んでいる!』（ジェルミ・エンジェル文・写真、冨山房） 1995
- 『猫に精神科医は必要か』（P・ネヴィル、竹内啓（たけうち あきら、1932 - 2004）共訳、講談社） 1996
- 『犬に精神科医は必要か』（P・ネヴィル、竹内啓共訳、講談社） 1997
- 『記憶の亡霊 なぜヘンリー・Mの記憶は消えたのか』（フィリップ・J・ヒルツ、白揚社） 1997
- 『ビッグフットの謎 怪物神話の森を行く』（ロバート・マイケル・パイル、三田出版会） 1997
- 『図説 海賊大全』（デイヴィッド・コーディングリ編、増田義郎共訳、東洋書林） 2000
- 『インカ帝国歴史図鑑 先コロンブス期ペルーの発展、紀元1000～1534年』（ラウラ・ラウレンチック・ミネリ編著、増田義郎共訳、東洋書林） 2002
- 『女海賊大全』（ジョー・スタンリー編著、東洋書林） 2003
- 『わたしは多重人格だった セラピストと歩んだ人格統合への道』（ジョーン・フランシス・ケイシー、白揚社） 2006
- 『欲望について』（ウィリアム・B・アーヴァイン、白揚社） 2007
- 『パーソナリティを科学する 特性5因子であなたがわかる』（ダニエル・ネトル、白揚社） 2009
- 『獣医倫理入門 理論と実践』（バーナード・ローリン、浜名克己監訳、白揚社） 2010
- 『ナポレオンのエジプト 東方遠征に同行した科学者たちが遺したもの』（ニナ・バーリー、白揚社） 2011
- 『犬から見た世界 その目で耳で鼻で感じていること』（アレクサンドラ・ホロウィッツ、白揚社） 2012
- 『牛の乳房炎コントロール 酪農家と獣医師のための実践ガイド』増訂版（Roger Blowey/Peter Edmondson、浜名克己監訳、河合一洋共訳、緑書房） 2012
- 『良き人生について ローマの哲人に学ぶ生き方の知恵』（ウィリアム・B・アーヴァイン、白揚社） 2013

### C・W・ニコル
- 『ぼくのワイルド・ライフ』（C・W・ニコル、クロスロード） 1983、のち集英社文庫
- 『C.W.ニコルの青春記 「おや?今だれかおならした?」の巻』（集英社） 1984、のち文庫
- 『C.W.ニコルの青春記 part 2 (「イタズラのススメ」の巻)』（集英社） 1985
- 『C.W.ニコルの自然記 森と山からのメッセージ』（共訳、実業之日本社、実日新書） 1986、のち講談社文庫
- 『C.W.ニコルのいただきます』（小学館） 1987、のちライブラリー、のち改題『C.W.ニコルのアウトドアクッキング』中公文庫
- 『C.W.ニコルの海洋記 くじらと鯨捕りの詩』（宮崎一老共訳、実業之日本社、実日新書） 1987、のち講談社文庫
- 『C.W.ニコルの旅行記 わが地球にー乾杯!』（蔵野勇共訳、実業之日本社、実日新書） 1987、のち講談社文庫
- 『北極探険十二回』（C.W.ニコル、新潮文庫） 1987
- 『C.W.ニコルの野性記 生きることそれは冒険』（実業之日本社、実日新書） 1988
- 『C.W.ニコルのわたしの自然日記』（講談社） 1988、のち改題『C.W.ニコルの自然生活』（講談社文庫）
- 『Tree』（C.W.ニコル、徳間書店） 1989、のち徳間書店アニメージュ文庫
- 『C.W.ニコルの黒姫日記』（講談社） 1989、のち文庫
- 『C.W.ニコルと21人の男たち』（潮出版社） 1989、のち講談社文庫
- 『C.W.ニコルの森と海からの手紙』（講談社） 1990、のち文庫
- 『エコ・テロリスト』（C.W.ニコル、清水弘文堂、ぐるーぷ・ぱあめの本） 1991
- 『Forest』（C.W.ニコル、徳間書店） 1991
- 『白い雄鹿』（C.W.ニコル、講談社文庫） 1994
- 『C.W.ニコルのおいしい交友録』（清水弘文堂書房） 1998
- 「C.W.ニコルの世界」（河出書房新社）
『海洋記』 2001
『自然記』 2001
『森と海からの手紙』 2001
『私の自然生活』 2002

## 参考
- 『現代日本人名録』 2002